# Vana-Roosa
Vana-Roosa (a helyi beszélt nyelven: Roosa) falu Észtország déli részén,Võru megye Rõuge községében. A 2017-es közigazgatási reformig Varstu községhez tartozott. Lakossága 2011-ben 86 fő volt.
A Mustjõgi mentén fekszik. A falu közepén található a mocsara Vana-Roosa-tó. A településtőlé nyugatra terül el a Karula Nemzeti Park.
Nevét a faluban található egykori német Rosenhof majorságról kapta. Temploma 1893-ban épült egy korábban épített fatemplom helyére. Temetője védett kulturális érték.

## Népesség
A település népessége az utóbbi években az alábbi módon alakult:
| Lakosok száma | 86   | 80   | 78   |
|               | 2011 | 2019 | 2020 |